# Супруненко Ганна
Ганна Супруненко (справжнє ім'я: Галина Іванівна Стелецька) — українська поетеса.
Народилась в Лубнах на Полтавщині. Там само скінчила гімназію і працювала народною вчителькою в Костянтинограді (нині Берестин). Пізніше (1908–1909) вчилась в Московському археологічному інституті. Писала спочатку російською, а далі українською мовами. Велике враження на поетесу справило свято відкриття пам'ятника Котляревському в Полтаві, що послужило імпульсом до творчості.
Друкуватись почала в 1905 в «Літературно-науковому віснику». Друкувалась також в «Новій громаді», «Терновому вінку», «Розвазі», газеті «Земля і воля» (Львів), антології «Українська муза».
Після Жовтневої революції працювала в Лубнах у відділі народної освіти. В 1923 в Харкові вийшла збірка Ганни Супруненко — «Революційні пісні».
Померла в Лубнах в 1920-х роках.